# Reserva do Cabaçal
Reserva do Cabaçal is een gemeente in de Braziliaanse deelstaat Mato Grosso. De gemeente telt 2.598 inwoners (schatting 2009).
De gemeente grenst aan Araputanga, Rio Branco (Mato Grosso), Salto do Céu en Tangará da Serra.